# Amaporã
Amaporã é um município brasileiro do estado do Paraná. Sua população, conforme estimativas do IBGE de 2019, era de 6 257 habitantes.

## História
A história do município de Amaporã está intimamente ligada à cafeicultura instalada na região de Paranavaí.  Em 1948, famílias de agricultores requereram do governo do Estado terras consideradas devolutas e iniciaram o plantio de lavouras de subsistência e de café, que se tornaria, por muitos anos, a principal atividade econômica da região. O primeiro grupo de colonizadores foi integrado por Justino Rodrigues de Souza, Mariano Viana e José Viana. Depois chegou Gustavo Marques de Oliveira e, em seguida, muitas famílias de colonos que formaram o povoado de Jurema.
Logo, o café plantado em terras de clima propício, produziu fartas colheitas, propiciando o crescimento da comunidade, que passou a ser vista com interesse pela classe política de Paranavaí, o que propiciou a criação, através da Lei n° 116, de 23 de agosto de 1955, do distrito administrativo de Jurema.
A sua transformação em município ocorreria em 25 de julho de 1960, através de Lei Estadual nº 4245 e a sua instalação se deu a 12 de novembro de 1961, tendo sido primeiro prefeito eleito Nelson Busato dos Santos. Um ano após ser emancipado, o município de Jurema, por força de lei, mudaria sua denominação para Amaporã.
Os solos de Amaporã, como de toda a região noroeste do Paraná, são arenosos e por isso propensos à erosão do solo, o que exige a adoção de técnicas de proteção. Além do café, o algodão tornou-se lavoura de grande importância econômica no município, mas aos poucos cedeu lugar para a pecuária.
Na última década do século XX, as instituições de pesquisa (Iapar), de extensão rural (Emater-PR), a Embrapa e cooperativas implantaram, na região, o sistema de produção integrada conhecida como lavoura-pecuária, que propiciou conservação do solo, a reversão da baixa produtividade, com o consequente aumento da produção. Nos primeiros anos implantam-se lavouras de soja, aliada a técnicas de conservação e fertilidade, substituídas depois pela pecuária. Esse ciclo de alternância na produção de soja e criação pecuária alterou a economia regional.

## Organização Político-Administrativa
A estrutura político-administrativa do Município de Amaporã é composta pelo Poder Executivo, chefiado por um Prefeito eleito por sufrágio universal, o qual é auxiliado diretamente por secretários municipais nomeados por ele, e pelo Poder Legislativo, institucionalizado pela Câmara Municipal de Amaporã, órgão colegiado de representação dos munícipes que é composto por vereadores também eleitos por sufrágio universal.

### Atuais autoridades municipais de Amaporã
- Prefeito: Mauro Lemos - PT (2021/-)[11]
- Vice-prefeito: Claudionor Lopes dos Santos ("Cláudio da Saúde") - PSD (2021/-)[11]
- Presidente da câmara: ignorado.